# Eva Aeppli
Eva Aeppli, född 2 maj 1925, död 4 maj 2015, var en schweizisk konstnär.

## Biografi

### Tidigt liv
Hon föddes den 2 maj 1925 i Zofingen, Schweiz, och tillbringade  sin barndom i Basel, där hon gick på School of Decorative Arts. Hennes far var en Waldorfpedagog och författare, Willi Aeppli, som arbetade med Rudolf Steiner.

### Karriär
Aeppli flyttade till Frankrike 1952 med sin andra make, skulptören Jean Tinguely. Därefter började hon sin konstnärliga karriär som målare i Paris. Från 1954 till 1960 delade Aeppli och Tinguely ett bostads- och arbetsutrymme, vid Impasse Ronsin, mittemot Constantin Brâncușis, som hade funnits där sedan 1916. De tillhörde det parisiska avantgardet tillsammans med andra artister Daniel Spoerri, Yves Klein och Niki de Saint-Phalle. Eva Aeppli blev intresserad av att skulptera figurer i textil och brons.
1975 upptäckte hon astrologin tack vare Jacques Berthon och målaren Eric Leraille. Femton år senare bestämde hon sig för att bekämpa fattigdom, förtryck och okunskap genom att skapa Myrrahkir Foundation. Aeppli blev 90 år. Hon dog den 4 maj 2015 i Honfleur, Frankrike.

### Privatliv
Aepplis första barn, med arkitekten Hans Leu, var Felix Leu (1945). Hennes barnbarn är terapeuten Jane Leu Rekas, tatueraren Filip Leu, före detta modellen Ama Leu, konstnären Aia Leu och musikern Ajja Leu. Aepplis dotter med Jean Tinguely är målaren Miriam Tinguely.